# 2011. évi CVIII. törvény
A 2011. évi CVIII. törvény az Országgyűlés által alkotott harmadik közbeszerzési törvény volt. Megalkotásának fő indoka az volt, hogy a korábbi közbeszerzési törvény terjedelmes volt és számos alkalommal módosították, s ennek helyébe új, rövidebb, egyszerűbb és átláthatóbb törvényt kívántak állítani. Mindazonáltal ez a törvény csak 2011 és 2015 között volt hatályban. Ennek oka, hogy az Európai Unió közben új irányelveket alkotott a közbeszerzés terén, amelyhez a magyar jogalkotónak is igazodnia kellett. Mivel az EU szoros határidőt tűzött a jogharmonizációra, ezért egyszerűbb volt új jogszabályt alkotni, mint a hatályban lévő 2003. évi jogszabályt módosítani.

## Története

### Célok
2003-ban hirdették ki és 2004. május 1-jén lépett hatályba a korábbi szabályozást tartalmazó 2003. évi CXXIX. törvényt. Ez csaknem négyszer akkora terjedelmű volt, mint a korábbi közbeszerzésről szóló jogszabály, az 1995. évi XL. törvény. A terjedelmi problémához hozzáadódott, hogy 2004 és 2012 között több mint félszázszor módosították. Ezek következtében egy nehezen átlátható, bonyolult közbeszerzési törvény jött létre megannyi hivatkozással a szövegrészek között, s a jogi szabályozás gátja lett a gazdaság és az állam hatékony működésének. A 2011-ben megalkotott új közbeszerzési törvény céljai a következők voltak:
- a közpénzköltés átláthatóságának és a verseny tisztaságának biztosítása,
- a visszaélések és a korrupció visszaszorítása,
- az egyes eljárásfajták világosabb szabályozása révén könnyebben alkalmazható és kiszámíthatóbb szabályozás kialakítása,
- a vállalati körbetartozás és lánctartozás felszámolása,
- a kis- és középvállalkozások közbeszerzésben való részvételének elősegítése (adminisztratív terhek csökkentése, könnyen, tanácsadó nélkül is értelmezhető szabályok bevezetése, a fizetési határidő, az előleg, a közvetlen kifizetés és a biztosítékok újraszabályozása),
- a környezetvédelmi és szociális szempontok fokozottabb érvényesítése (a kormány felhatalmazást kapott, hogy rendeleti szinten rugalmasan kezelje a közbeszerzés terén a szociális és környezetvédelmi célok hatékonyabb érvényesülését).

A jogalkotás során egy jogösszehasonlító munkát és az Európai Bíróság új ítéleteit is figyelembe vette a magyar jogalkotó. A jogösszehasonlításkor tíz uniós tagállam közbeszerzési törvényét használták fel.

### Kihirdetés, módosítás, hatály
Az Országgyűlés a közbeszerzésekről szóló 2011. évi CVIII. törvényt 2011. július 11-én fogadta el. A Magyar Közlöny 2011/86. számában, 2011. július 20-án hirdették ki. 2011. augusztus 21-én lépett hatályba és 2015. november 1-jén vesztette a hatályát. A 2015. évi CXLIII. törvény helyezte hatályon kívül.

## Tartalom
A törvény a kihirdetésekor mindössze 183 §-t és 4 mellékletet tartalmazott. Összehasonlításul: a korábbi jogszabály, a 2003. évi CXXIX. törvény 407 §-ból és 6 mellékletből állt. A mellékletekben az áruk, szolgáltatások és tevékenységek kódjait sorolták fel, melyek a beszerzések lebonyolításához voltak szükségesek. A törvény hét részre tagolódott:
- Első rész: Általános rendelkezések (célok, alapelvek, értelmező rendelkezések, személyi és tárgyi hatály, a közbeszerzéssel kapcsolatos egyéb közös rendelkezések)
- Második rész: Az uniós értékhatárt elérő értékű közbeszerzések szabályai (felhívás, ajánlatok és részvételi jelentkezések stb.)
- Harmadik rész: Nemzeti eljárásrend
- Negyedik rész: A közbeszerzési szerződések
- Ötödik rész: A közbeszerzésekkel kapcsolatos jogorvoslat (Közbeszerzési Döntőbizottság és bírósági felülvizsgálat, békéltetési eljárás, az Európai Bíróság eljárása)
- Hatodik rész: A Közbeszerzési Hatóság (a Közbeszerzési Hatóság és a Tanács szervezete, jogköre)
- Hetedik rész: Záró rendelkezések (hatálybalépés, felhatalmazás, módosítás stb.)

A törvényt több, mint hússzor módosították, évente átlagosan csaknem ötször. Bár ez is magas szám, de csaknem 30%-kal kevesebb, mint ahányszor az előző törvény módosították átlagosan évente.
| Év   | Módosítások száma           |
| ---- | --------------------------- |
| 2011 | 2 (hatálybalépéssel együtt) |
| 2012 | 5                           |
| 2013 | 4                           |
| 2014 | 8                           |
| 2015 | 5 (hatályon kívül helyezés) |

Az egyik leglényegesebb jogszabály-szerkesztési feladat az átlátható szerkezet kialakítása volt, megszüntetve egyúttal a követhetetlen visszahivatkozások rendszerét. A nemzeti eljárásrendben pedig a diszpozivitás megteremtése és az egyszerűsítés olyan mértékben, ahogy csak az uniós jog azt lehetővé teszi. A diszpozivitás alapján a jogalkotó megengedi, hogy a törvény szabályaitól bizonyos mértékben eltérjenek az azt alkalmazók, és saját szabályokat (pl. az egyéni igényeiknek megfelelő sajátos eljárásrendet) alakítsanak ki maguknak. A közbeszerzés általában kógens, szigorú szabályokat tartalmaz, azaz nem enged eltérést az előírásaitól. A jogalkotó célja az volt, hogy a kisebb értékű közbeszerzéseknél egyszerűbb, rugalmasabb szabályokkal segítse a kisvállalkozások közbeszerzési piacra lépését.
A törvény az alábbi területeken hozott változást a korábbihoz képest:
- A közbeszerzési eljárások rugalmasabbá és egyszerűbbé tétele, egyes eljárási fajták világosabb szabályozása (eredményhirdetés intézményének megszüntetése, szerződés megkötésével kapcsolatos új szabályok, gyorsítás igénye, egyes eljárástípusok megújítása, rugalmasabbá tétele).
- A visszaélések és korrupció visszaszorítása (a közszolgáltatók ne kerülhessék meg a közbeszerzési kötelezettséget leányvállalataikon keresztül, a fedezet összegének bontás előtti ismertetése, új összeférhetetlenségi szabályok, ajánlati kötöttség tiszteletben tartása).
- Az alvállalkozók és az ajánlattevő alkalmasságának igazolásában részt vevő szervezetek új szabályai (szigorítás az átláthatóság érdekében).
- A szerződés módosítása (szigorítás a verseny tisztasága érdekében).
- A szerződés teljesítése (a kis- és középvállalkozások részvételét és az alvállalkozók kifizetésének biztosítását előmozdító szabályok).
- Az uniós értékhatár alatti beszerzések (rövidebb határidők, könnyítések, egyszerűbb eljárásrend).
- A jogorvoslat szabályai (a 2007/66/EK irányelv[2] rendelkezéseinek való megfelelés, a Közbeszerzési Döntőbizottság szerepének növelése, elvi jellegű határozatok lehetősége).[1]